# フジチク (名古屋市の企業)
株式会社フジチクは、愛知県名古屋市中区に本社を置く企業。東海地方を拠点とする大手食肉卸・加工会社として、1978年には「ムッターハム (Mutter Ham) 」のブランド名でハム・ソーセージの製造にも参入、1991年には分社化により子会社として株式会社ムッターハムを設立した。
フジチクとムッターハムは2004年から2005年にかけて、BSE問題による牛肉偽装事件および、豚肉不正輸入による脱税事件により、補助金適正化法違反と関税法違反の罪に問われ、当時のフジチクグループ会長が実刑判決を受けた。本項では株式会社ムッターハムについても併せて記述する。
フジチクグループによる一連の食肉偽装事件は、市が出資する第三セクター「名古屋食肉市場株式会社」（略称「名食」）を、フジチクと創業者一族の藤村家が私物化する形で行政を巻き込み行われたことが特徴で、これは雪印牛肉偽装事件やハンナン事件とも異なるフジチク食肉偽装事件の特異性であった。
なお、熊本県菊池郡菊陽町にも同名の食肉会社「株式会社フジチク（1982年設立、法人番号：5330001009226）が現存するが、当社とは無関係である。

## 沿革
- 1958年（昭和33年）8月25日 - 高畑市場（名古屋市中川区高畑町）開設[12]に伴い、名古屋食肉株式会社が設立される[13]（同年9月に名古屋市中央卸売市場の卸売業者として認可[13]、同年10月の高畑市場開場に伴い業務開始[13]）。
- 1961年（昭和36年）4月 - フジ畜産有限会社として会社設立。資本金200万円[2]。
- 1973年（昭和48年）6月 - 名古屋食肉株式会社が「名古屋食肉市場株式会社」へ社名変更[13]。
- 1976年（昭和51年）5月 - フジ畜産有限会社、フジムラ畜産株式会社を吸収合併して事業統合[2]。
- 1978年（昭和53年）
  - 5月 - 「ムッターハム」ブランドでハム・ソーセージの製造販売を開始、食肉加工業に進出[2]。ちなみにムッターとはドイツ語で「母」という意味であり、1988年にはCMでその説明をしている。
  - 6月 - フジチクグループが中心となり関連団体の「愛知食肉卸売市場協同組合（愛食）」を設立[14]。食肉市場として食肉の集荷・販売などを行う[14][8]。
- 1985年（昭和60年）10月 - 富山県婦負郡婦中町[15]に富山工場を新設、稼働開始。ハム・ソーセージの製造を行う[2]。
- 1991年（平成3年）2月 - ハム・ソーセージ事業を分社化し、子会社として株式会社ムッターハムを設立。富山工場はムッターハムの工場となる[2]。
- 1998年（平成10年）1月 - ムッターハム、名古屋市熱田区に名古屋熱田工場を新設、稼動開始。惣菜類を製造しファミリーレストラン等の外食産業へ納入[2]。
- 1999年（平成11年）6月 - 東京都にムッターハム東京営業所を新設し、関東地区での販売力強化を図る[2]。
- 2000年（平成12年）3月 - ムッターハム富山工場が非加熱製品のHACCP認証を取得[2]。
- 2001年（平成13年）
  - 6月 - 卸売市場整備計画基本方針に基づき、名古屋食肉市場株式会社（名食）が愛知食肉地方卸売市場と統合される[13]。これに伴い、愛知食肉卸売市場協同組合（愛食）が、名古屋食肉市場株式会社（名食）へ食肉市場の営業権を約59億円で譲渡[14][9]。同組合は冷蔵倉庫業と不動産賃貸業のみを行うこととなる[14][9]。またその際にフジチクグループの藤村一族が、名古屋食肉市場株式会社（名食）の要職に就いていたことも後に問題視される[9]。
  - 10月 - BSE問題の救済策として、農林水産省の国産牛肉買い上げ事業が開始（詳細はBSE問題#日本のBSE問題を参照）。
- 2002年（平成14年）
  - 1月23日 - 取引先の西宮冷蔵からの告発により雪印牛肉偽装事件が発覚。
  - 3月30日 - 牛肉偽装発覚により、雪印食品は経営再建を断念し会社清算を決定し、同日付で営業を終了。
  - 4月30日 - 同日付で雪印食品が会社解散。
  - 5月1日 - 雪印食品の子会社であった北陸雪印ハム（石川県小松市）と資産譲渡契約を締結、6月1日付で譲渡を受ける[15]。石川工場として稼動開始。豚の枝肉処理を行う[2]。
  - 5月10日
    - 雪印食品の本部長らが詐欺罪容疑で逮捕される。
    - 雪印食品の子会社であった道南雪印食肉株式会社（北海道茅部郡森町）と資産譲渡契約を締結、同年6月17日付で譲渡を受ける[16]。同社は後に函館工場として稼動開始、牛の屠畜処理を行う[2]。
- 2003年（平成15年）
  - 1月 - 戸田営業所を新設[2]。
  - 8月 - 札幌市に札幌営業所を新設、北海道地区での販売強化を図る[2]。
- 2004年（平成16年）
  - 1月29日 - ヒマラヤ製菓（名古屋市中村区）がグループ3社と同時に名古屋地方裁判所に自己破産を申請、負債総額は4社合計で約8億円[17]。
  - 2月 - 株式会社ムッターハムがヒマラヤ製菓を買収、同社「ヒマラヤ工場」を稼働開始して洋菓子製造業務を引き継ぐ[2]。
  - 11月8日 - フジチクとムッターハム（フジチクグループ）が共謀し、BSE対策事業で実在しない牛肉を虚偽申請して補助金約20億円を不正受給した牛肉偽装事件により、両社の幹部が逮捕される[18][19]。またこの際に「愛知食肉卸売市場協同組合（愛食）」が偽装牛肉を保管したり、在庫証明を偽造するなどして牛肉偽装に深く関わっていたことも判明[20]。
  - 11月22日 - 幹部逮捕により、株式会社ムッターハムが名古屋地裁に自己破産を申請。負債総額は約50億円[17][21]。
- 2005年（平成17年）
  - 5月12日 - 豚肉の関税法違反による脱税事件により、フジチクグループ会長の藤村芳治および、市の外郭団体「名古屋食肉市場株式会社」代表取締役の藤村勲が再逮捕。脱税額は約62億円[9]。
- 2007年（平成19年）2月 - 同月18日の南部市場（名古屋市港区）開場[12]に伴い、名古屋食肉市場株式会社（名食）が南部市場へ移転[13]。これにより高畑市場は廃止[12]（詳細は名古屋市中央卸売市場#市場を参照）。
- 2009年（平成21年）
  - 1月30日 - 愛知食肉卸売市場協同組合が、名古屋地裁に民事再生法の適用を申請、負債総額は約75億円と帝国データバンク名古屋支店が発表[14][8][22]。
- 2010年（平成22年）
  - 10月14日 - 牛肉偽装事件で被告人・藤村芳治に対し、最高裁判所第三小法廷（近藤崇晴裁判長）が上告を棄却する決定を出す。補助金適正化法違反などにより、懲役8年、罰金3億円とする第一審・控訴審での実刑判決が確定[6][3]。
- 2014年（平成26年）
  - 12月 - 事件後も藤村一族と旧社員らフジチクグループ関係者が、愛知県を中心とした中部地方の食肉流通に根深く関与していることが報道される[3]（詳細は「#事件発覚後」を参照）。

## 雪印食品との関係
日本のBSE問題は2001年9月に患畜第1号の存在が発表され、翌10月には対策事業の一環として農林水産省が全頭検査前の国産牛肉買い取り事業を実施した。これを受け、2001年10月には雪印食品関西ミートセンター（兵庫県伊丹市）で輸入牛肉を国産牛肉のパッケージに詰め替えて買い上げを偽装申請し、補助金約2億円を詐取していた。2002年1月23日、取引先の西宮冷蔵からの告発により雪印牛肉偽装事件が発覚。西宮冷蔵の倉庫は偽装が行われた現場の一つでもあり、これが日本国内で最初に発覚した牛肉偽装事件となった。
親会社の雪印乳業は前年の2000年に「戦後最大規模の集団食中毒事件」と呼ばれた雪印集団食中毒事件を起こしており、雪印ブランドの信用は地に堕ちた。雪印食品は経営再建を断念し会社清算を決定、2002年3月30日付で営業終了、同年4月30日付で解散した。そして翌月の5月10日には雪印食品の本部長らが詐欺罪容疑で逮捕された。
フジチクは廃業した雪印食品の関連会社を買収し、同年5月に北陸雪印食肉株式会社（石川県）を同社石川工場として稼動開始、豚の枝肉処理を行っていた。翌6月には道南雪印食肉株式会社（北海道）を同社函館工場として稼動開始、牛の屠畜処理を行っていた。
フジチクもまた2001年12月頃からハンナンと結託して牛肉偽装に手を染めていたが（後述）、フジチクグループの牛肉偽装が発覚するのは2004年10月以降である。また2005年には市の外郭団体を巻き込んだ豚肉の不正輸入による巨額の脱税事件でも摘発されているが、発覚までの間は雪印から譲受した工場設備を使って利益を上げつつ不正を行っていたのであった。

## ハンナンとの関係
フジチクはハンナングループとの結び付きが強く、ハンナンの浅田満元会長がフジチクグループの役員を務めていたこともあり。フジチク会長の藤村芳治は「浅田の舎弟」とまで呼ばれていた。1997年12月6日にはフジチク副社長・藤村芳行の長女と今中慎二（中日ドラゴンズ投手）の結婚披露宴がホテルナゴヤキャッスルで開催されたが、この2人の仲人を鈴木宗男夫婦が務めたほか、披露宴には浅田満や中日監督の星野仙一に加え、鈴木宗男の「盟友」と呼ばれた松岡利勝（衆議院議員）ら藤村一族や畜産業界と関わりの深かった人物や、鈴木礼治（愛知県知事）、当時の中部財界を代表する面々であった加藤隆一（東海銀行名誉会長）、葛西敬之（東海旅客鉄道代表取締役）、鈴木充（東海テレビ放送相談役）らが出席していた。今中は『週刊文春』の取材に対し、媒酌人を鈴木宗男夫婦に決めたのは社長の藤村芳治と副社長（義父）の藤村芳行であると述べている。
フジチクの牛肉偽装事件は、2001年12月頃に「愛知県同和食肉事業協同組合（愛同食）」が全国食肉事業協同組合連合会（全肉連）に対して買い上げを申請した1,246tの牛肉に輸入肉を混入していたもので、藤村芳治は愛同食の代表理事を務めており、混入した193tの輸入肉はハンナン（現：ハニューフーズ）のグループ会社から仕入れたものであった。愛知県警察と名古屋地方検察庁は、大阪府警察が押収したハンナンの伝票類と、愛同食に任意提出させた資料を突き合わせた上で、2001年10月にハンナンのグループ会社「ダイナンフーズ」（大阪府羽曳野市）から190t余りの輸入肉が愛同食へ売却されていたことを立証した。
また愛同食はハンナンだけでなく、フジチクの北陸地方のグループ企業や、さらにはグループ外の業者から購入した加工肉なども集めて偽装申請していたことが、愛同食に肉を提供した事業所から提出させた資料から判明。そして、愛同食が買い上げを申請した1,246 tという量は、ハンナングループによる偽装申請が判明した「大阪府同和食肉事業協同組合連合会（府同食）」の1,145tを上回り、全肉連に申請した全国40団体の中で最も多かった。
この牛肉偽装事件の舞台となったのが、フジチクが主導して設立した「愛知食肉卸売市場協同組合（愛食）」で、フジチクの専務が愛食の総務課長や冷蔵庫課長らにハンナンなどから調達した輸入肉の受け入れ準備や保管、書類の偽造などを行わせていた。
BSE問題で発生した一連の牛肉偽装事件の中でも、ハンナンとフジチクの不正は特に規模が大きく、また食肉系同和団体を通した食品偽装事件であることも共通しており、これらは同和利権により食の安全が揺るがされた事件として、消費者に大きな衝撃を与えた。なお、フジチク会長の藤村芳治は、部落解放同盟愛知県連合会企業対策部長も務めていた。

## 事件発覚後
事件発覚後、2007年2月に南部市場（名古屋市港区）が開場し「名古屋食肉市場株式会社（名食）」は南部市場へ移転した。これにより高畑市場は廃止された（詳細は名古屋市中央卸売市場#市場を参照）。
また「愛知食肉卸売市場協同組合（愛食）」は、2009年（平成21年）1月30日付で名古屋地方裁判所に民事再生法の適用を申請、負債総額は約75億円と帝国データバンク名古屋支店が発表した。牛肉偽装発覚による信用失墜に加え、組合設立時の1978年]から翌1979年にかけて国の貸付制度を利用し、愛知県と通商産業省（当時）の外郭団体から受けた24億円の融資も返済期限の1991年までに返済しておらず資金繰りに窮しており、県商業流通課によれば未返済額は半分以上に及んでいた。この「愛知食肉卸売市場協同組合（愛食）」は、フジチクグループが市の第三セクターである「名古屋食肉市場株式会社（名食）」を私物化するために作ったフジチクの関連団体であり、この「愛知食肉卸売市場協同組合（愛食）」がフジチクグループの牛肉偽装の舞台となっていた。
そして前述のとおり、フジチク元会長の藤村芳治は食肉偽装事件の発覚により逮捕・起訴され、2010年に最高裁判所で懲役8年および罰金3億円の実刑判決が確定した。その後も企業としての株式会社フジチクは存続しており、倒産や廃業・解散せず休眠状態にある。しかし地元の愛知県を中心とした中部地方では依然として影響力を行使しており、2014年には「今もなお中京地方のすべての食肉流通に藤村一族や旧社員らフジチク関係者が関与している」と報道された。
藤村一族とフジチクグループの人脈は暴力団や右翼団体にまで及び、また政財界との結びつきも強く、藤村芳治の息子の結婚披露宴には農林水産省や国税庁の幹部らが多数列席していたことも報道されている。
事件後には、藤村一族と旧フジチクグループ関係者らは「藤村」や「フジチク」の名を冠して表立った企業活動はしていないものの、同和利権を背景に愛知県を中心とした中部地方の食肉利権を通じて、地元政財界に大きな影響力を及ぼし続けている。
2024年9月現在、株式会社フジチクは企業としては消滅せず存続している。

## 関連会社
- 株式会社フジチクインターナショナル[27]
  - 本社所在地：愛知県名古屋市中区栄1丁目12番24号（フジチク本社と同一）[27]
  - 法人番号：9180001049622[27]

## 主な取引先
2004年時点のムッターハム会社概要による。
- ロイヤルホスト（ロイヤルホールディングス）[2]
- 東海旅客鉄道（JR東海）[2]
- 豊田通商（トヨタグループの総合商社）[2]